# Golkhandān-e Qadīm
Golkhandān-e Qadīm (persiska: گُل خَندانِ قَديم, گُل خَندان, گُل خَندان قَديم, گلخندان قديم, Gol Khandān-e Qadīm) är en ort i Iran.   Den ligger i provinsen Teheran, i den centrala delen av landet, 40 km öster om huvudstaden Teheran. Golkhandān-e Qadīm ligger 1 607 meter över havet och antalet invånare är 250.
Terrängen runt Golkhandān-e Qadīm är kuperad.Runt Golkhandān-e Qadīm är det ganska glesbefolkat, med 23 invånare per kvadratkilometer. Närmaste större samhälle är Būmahen, 4,1 km norr om Golkhandān-e Qadīm. Trakten runt Golkhandān-e Qadīm består i huvudsak av gräsmarker.